# سارا كوغونجيلوا أمادهيلا
سارا كوغونجيلوا أمادهيلا (بالإنجليزية: Saara Kuugongelwa)‏، من مواليد 12 أكتوبر 1967، هي سياسية ناميبية، رئيس مجلس الوزراء منذ 21 مارس 2015. وهي أول امرأة تحتل منصب الوزير الأول في ناميبيا.